# Regina Romeijn
Regina Romeijn (Purmerend, 8 december 1976) is een Nederlandse tv- en radiopresentatrice.
Na haar vwo in Wageningen, heeft ze een tijd als reisleidster in Frankrijk gewerkt. Ze werd bekend van het EO-televisieprogramma Zij gelooft, zij niet. In 2006 presenteerde ze voor Meskers Media het programma WeekendTripper dat werd uitgezonden door Net5. Later was ze deelnemer aan Peking Express VIP. Ze heeft in 2007 het programma HartsTocht gepresenteerd in Australië, ook op Net5.
In 2008 deed Romeijn mee aan Wie is de Mol?. Ze behaalde de finale waar ze verloor van Edo Brunner. Vanaf 18 januari 2008 presenteerde ze voor de NCRV het programma Slag om Pampus, waarin het Noord-Hollandse eilandje Pampus centraal stond.
Sinds 2009 heeft Romeijn voor de AVRO verschillende programma's op Nederland 3 gepresenteerd, zoals Risicojongeren. Dit werd van maart tot mei 2009 uitgezonden. In dit programma ging Romeijn op zoek naar nieuw talent voor stunts in films. In mei 2009 presenteerde ze ook de cultuurspecial Lekker origineel. Regelmatig is Romeijn te horen als presentatrice van het nieuwsprogramma BNN Today op Radio 1.
In 2010 is Romeijn ook weer volop te zien op televisie. In het voorjaar presenteert ze vijf zaterdagen lang de tv-reeks Lekker! over kunst en cultuur. En in het najaar was ze te zien als deelnemer in het programma Expeditie Robinson op RTL 5. De loodzware wedstrijd wist ze te winnen en in de finale werd zij door de eerder afgevallen kandidaten, boven de Belgische Tatiana Silva Braga Tavares, verkozen tot winnares van Expeditie Robinson.
Romeijn kreeg in 2011 met haar vriend een dochter.